# 增祿
增祿（1804年—？年），字學亭，號鶴舲，胡氏，漢軍正藍旗人（属正蓝旗汉姓满洲旗人）。清朝官员，进士出身。

## 生平
筆帖式出身，道光十九年（1839）己亥科举人，二十七年（1847年）丁未科三甲進士。初任直隶蠡县（今属河北保定市）训导；咸豐元年（1851年），任山東省鄒平縣知縣；又任山东乐安县（今广饶县，有山东省境内现存最古老的木结构建筑南宋广饶关帝庙大殿）知县。
《欽定科場條例》（1852）载，“道光二十五年（1845），据正蓝旗包衣汉军文举人、直隶蠡县训导增禄呈称：‘今逢乙巳恩科会试在直隶，请咨来京，并未分咨本旗都统。诚恐本旗佐领未便送考，乞准行知本旗俾得考箭等情’。相应行文正蓝旗满洲都统（时正蓝旗满洲都统、一等威勇侯哈哴阿，参见清朝滿洲八旗都統列表，《清史稿：列传一百五十五》有传），造具该举人佐领、年貌、三代满洲清册，咨送本部（礼部），并即咨送兵部，以便考箭”。

## 家族
（关于增禄更早的家族祖辈，见其堂弟胡氏吉惠 (道光进士)篇）
- 祖明林（c.1750s-?），庠生。祖母崔氏（父崔明禮）。胞兄翼林，廪生。
- 父咸成（号澜峰），隶正蓝旗漢軍文泰佐領下，福建泉州府厦门海防同知；厦门迎祥宫中建有咸公祠，塑像祀之，额曰“德溥幽明”[6]。
- 母于氏，百年高寿（载錢寶琛《存素堂詩稾》）；据同治13年（1874）09月30日軍機處檔摺件，“河南巡撫錢鼎銘奏報前任汝陽知縣蘊琛之母年屆百齡並五世同堂請旨旌表，同治13年10月10日硃批：禮部議奏”（錢鼎銘系錢寶琛之子）。
- 胞弟蕴琛，贡生，直隸州知州衔，历任河南上蔡县、汝阳县、南阳县知县（据《曾国藩全集》）。同治四年，上谕：“（蕴琛）勤政愛民。除莠安良。操守廉潔。……甚洽民心。著有勞績”（据《清實錄同治朝實錄》）。
- 儿晋熙（又晋禧，字五珊），附生，同知衔，任四川仪陇县知县，与曹绍樾、胡辑瑞（同治四年进士）共修《仪陇县志》六卷（同治十年（1871）刊本，光绪三十三年（1907）丁未重刻本）。
- 堂弟吉惠 (道光进士)，道光三十年庚戌进士。
- 堂侄守忠，同治二年癸亥进士
- 堂侄守正，咸丰六年丙辰进士。
- 堂侄胡俊章，光緒二年丙子进士。
- 与家族姻亲、鑲黃旗滿洲高佳氏文玉进士同榜。增祿的高祖母高佳氏与文玉的先祖高誠、文华殿大学士高晋系胞兄妹。